# Stazione di Konba
La stazione di Konba (今羽駅?, Konba-eki) è una fermata ferroviaria servita dal people mover linea Ina della città di Saitama, nella prefettura omonima e si trova nel distretto di Kita-ku. Il fabbricato si trova al centro di una zona residenziale.

## Storia
La stazione venne aperta il 22 dicembre 1983 in concomitanza con l'inaugurazione della linea Ina.

## Linee e servizi
Saitama New Urban Transit
● Linea Ina (New Shuttle)

## Struttura
La stazione è realizzata lungo il viadotto del Tōhoku Shinkansen, e presenta la particolarità di avere un marciapiede con un singolo binario per senso di marcia per lato, con in mezzo i binari dei treni ad alta velocità.
| 1 | ■ Linea Ina (New Shuttle) | per Maruyama e Uchijuku |
| 2 | ■ Linea Ina (New Shuttle) | per Ōmiya               |

## Stazioni adiacenti
| «                | Servizio      | »           |
| Linea Ina        | Linea Ina     | Linea Ina   |
| ---------------- | ------------- | ----------- |
| Higashi-Miyahara | Tutti i treni | Yoshinohara |